# Церква Воздвиження Чесного Хреста Господнього (Лосяч, УГКЦ)
Церква Воздвиження Чесного Хреста в Лосячі — парафія і храм греко-католицької громади Борщівського деканату Бучацької єпархії Української греко-католицької церкви в селі Лосяч Чортківського району Тернопільської области.

## Історія церкви
За матеріалами Генеральної візитації греко-католицьких церков Поділля 1731–1732 років відомо, що село належало до Скальського намісництва-деканату. Храм, імовірно, дерев'яний, був названий на честь Воздвиження Чесного Хреста і згорів у 1899 році. Нову муровану греко-католицьку церкву збудували на рубежі XIX–XX століть, а у 1902 році будівництво завершили. Нині вона належить громаді ПЦУ.
Відновлення громади УГКЦ та будівництво нового храму
У 1946 році парафію і храм перевели до РПЦ. У 1991 році частина громади повернулася в лоно УГКЦ.
Священники проводили богослужіння у маленькій капличці, а згодом, за служіння о. Володимира Зависляка, громада розпочала будівництво нової церкви.
На свято Воздвиження Чесного Хреста Господнього у 2003 році о. декан Ярослав Яловіца та о. Володимир Зависляк освятили хрест на місці майбутнього храму.
24 травня 2004 року о. Володимир Зависляк та о. Олег Сушельницький освятили наріжний камінь.
25 вересня 2005 року вірні УГКЦ перейшли до новозбудованого храму, який освятив Бучацький владика Іриней Білик, ЧСВВ.
При парафії діє братство «Апостольство молитви».

## Парохи
| Ім'я                  | Роки            | Віросповідання | Коротка довідка | Світлини |
| --------------------- | --------------- | -------------- | --- | -------- |
| о. Тимофій Людкевич   |                 | греко-католик  | |          |
| о. Михайло Царук      |                 | греко-католик  | |          |
| о. Михаїл Бойко       |                 | греко-католик  | |          |
| о. Володимир Дутка    | 1991—1993       | греко-католик  | |          |
| о. Іван Сабала        | 1993—1994       | греко-католик  | |          |
| о. Олег Сушельницький | 1994—1999       | греко-католик  | |          |
| о. Володимир Зависляк | 1999—2010       | греко-католик  | |          |
| о. Василь Германюк    | з 6 червня 2010 | греко-католик  | Народився 26 січня 1985 року в селі Кудринці, що на Борщівщині. Закінчив Бучацький колегіум імені святого Йосафата, Чортківську дяківсько-катехитичну академію, Івано-Франківську духовну семінарію. Рукоположений 14 жовтня 2009 рокуСлужить священником у селі Лосяч та смт Скала-Подільська. Проводить Богослужіння в Instagram та YouTube. |          |